# Benjamin Hedges
Benjamin Van Doren „Ben” Hedges, Jr. (ur. 8 czerwca 1907 w Plainfield, zm. 31 grudnia 1969 w Nowym Jorku) – amerykański lekkoatleta specjalizujący się w skoku wzwyż, uczestnik letnich igrzysk olimpijskich w Amsterdamie (1928), srebrny medalista olimpijski w skoku wzwyż. 

## Sukcesy sportowe
- dwukrotnie 4. miejsca w mistrzostwach Stanów Zjednoczonych w skoku wzwyż – 1927, 1928[1]
- mistrz Intercollegiate Association of Amateur Athletes of America w skoku wzwyż – 1929[2]

| Rok  | Miasto    | Zawody               | Konkurencja | Wynik         |
| ---- | --------- | -------------------- | ----------- | ------------- |
| 1928 | Amsterdam | Igrzyska olimpijskie | skok wzwyż  | srebrny medal |

## Rekordy życiowe
- skok wzwyż – 1,943 – Travers Island 13/10/1928
- skok wzwyż (hala) – 1,981 – Nowy Jork 06/02/1932